# Кафявопетнист сатир
Кафявопетнистият сатир (Hipparchia semele) е вид пеперуда от семейство Многоцветници (Nymphalidae). Среща се на много места в Северна Европа, върху неприветливи и скалисти хълмисти местности. Когато пеперудата си почива е със свити крила, при което е сравнително прикрита сред околната среда. Когато е смущаван, кафявопетнистия сатир разтваря крила, като показва петната по вътрешната част на крилата. Еветуалните хищници магат да се отблъстнат от петната подобни на очи, а при атака пораженията са по крилата, но не и по тялото.

## Местообитание
Крайбрежни райони, дюни, солени блата, скалисти местности, сухи пасища, каменни карири, ниски гори с песъчливи, варовити почви. Кафявопетнистият сатир каца върху растенията от видовете Festuca ovina, Festuca rubra, Agrostis curtisii, Aira praecox, Deschampsia cespitosa и Ammophila arenaria.